# Weinteichsenke

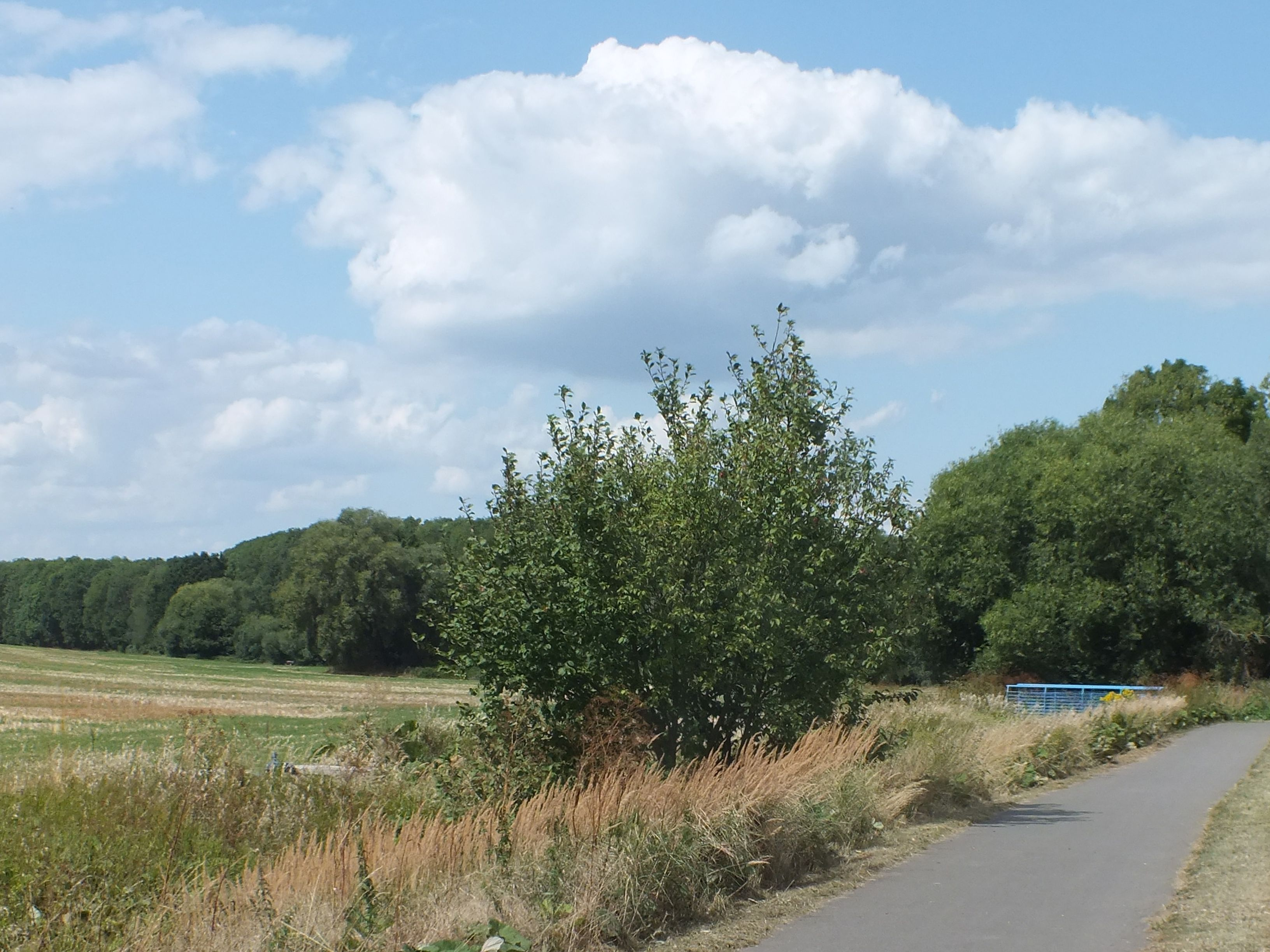
In der Weinteichsenke (2019)

Die Weinteichsenke (mitunter auch Weinteichaue) ist ein bedrohtes Auengebiet in der südlich von Leipzig gelegenen Großen Kreisstadt Markkleeberg. Wegen hier beheimateter schützenswerter Pflanzen und Tiere wurde eine Unterschutzstellung als Landschaftsschutzgebiet beantragt, die Ende 2020 vom Landratsamt Leipzig-Land abgelehnt wurde. Die Stadt Markkleeberg plant eine teilweise Bebauung des Gebietes. Der viel kleinere Leipziger Teil des Auengebietes steht dagegen schon seit Jahrzehnten unter Schutz.

## Lage und Beschreibung
Die Weinteichsenke ist Teil der Markkleeberger Stadtteile Markkleeberg-Ost und Wachau. Ein geringer Teil gehört zum Leipziger Ortsteil Dölitz-Dösen und ist Bestandteil des Landschaftsschutzgebietes Lößnig-Dölitz. Die Weinteichsenke ist das Einzugsgebiet des Weinteichgrabens, dessen Wasserhaushalt im Gegensatz zum benachbarten Leinegraben noch intakt ist. Nur in langen Dürreperioden (2018) war er im Spätsommer kurzzeitig versiegt, ansonsten führt er immer Wasser. Der Weinteichgraben entspringt am Wachauer Wäldchen östlich von Wachau, verläuft zunächst durch Wachau und mündet nach Durchfließen der Aue in Markkleeberg-Ost in die Kleine Pleiße.
Die Weinteichsenke umfasst eine Fläche von etwa 1,2 km². Etwa 25 % davon sind Wald- und Wiesenfläche, der Rest Feldflur. Das Waldgebiet, ein Laubwald, befindet sich im Nordwestteil der Weinteichsenke. Mitunter wird auch nur dieser Teil als Weinteichsenke angesehen. Die Weinteichsenke wird seit 2006 von asphaltierten oder gepflasterten Radwegen durchzogen, an denen sich Ruhebänke befinden.
Die Weinteichaue ist das Refugium zahlreicher bedrohter und seltener Tier- und Pflanzenarten. Im zentralen Bachauenbereich sind folgende Brutvögel heimisch: Neuntöter, Schafstelze, Rebhuhn, Feldschwirl, Rohrammer, Schilf- und Sumpfrohrsänger, Garten- und Dorngrasmücke sowie die vom Aussterben bedrohte Mopsfledermaus und die Tagfalterart Dunkler Wiesenknopf-Ameisenbläuling. An Flora finden sich hier unter anderem die Echte Schwarz-Pappel und der Pestwurz.

## Namen und Geschichte

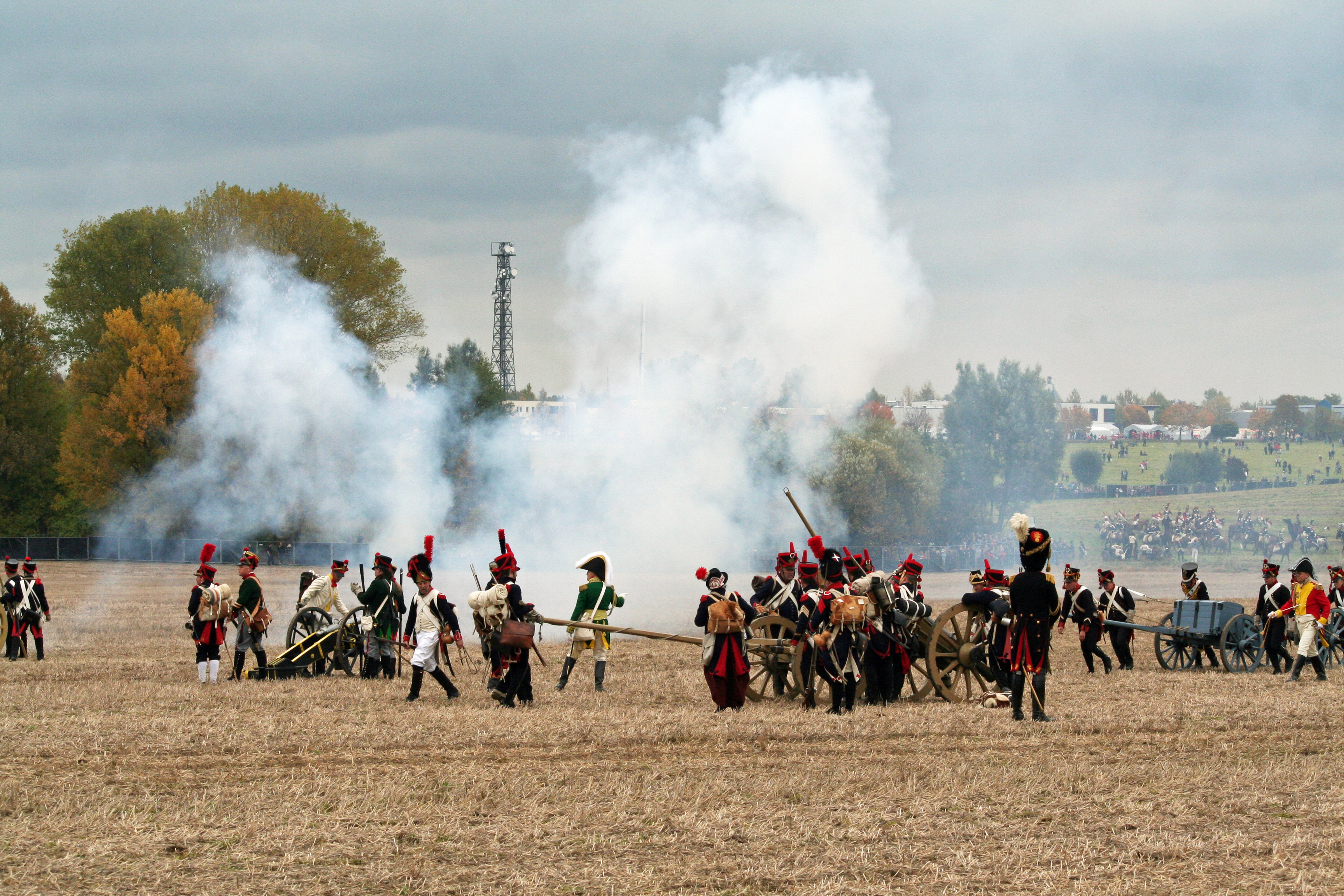
Gefechtsnachstellung in der Weinteichsenke 2013

Die Herkunft des Namens ist nicht eindeutig geklärt. Der Weinteichgraben durchfloss früher in Wachau zwei Teiche. Falls hier Weiden standen, wäre eine Ableitung von Weidenteich durch sprachliche Abschleifung über Weidnteich zu Weinteich eine mögliche Deutung.
Während der Völkerschlacht im Oktober 1813 war das Gebiet der Weinteichsenke in die Kämpfe einbezogen. Heute finden hier auch Gefechtsnachstellungen (Reenactment) der Völkerschlacht statt. Einen besonderen Höhepunkt bildete dabei der 200. Jahrestag der Schlacht 2013.

## Bedeutung und Bedrohung
Die Weinteichsenke ist eine der letzten erhaltenen Pleißenbachauen im Süden Leipzigs. Andere ebenfalls in Ost-West-Richtung verlaufende Nebenflüsse der Pleiße wie der Domgraben und der Trenkengraben in Leipzig sind bereits durch die Bebauung Ende des 19. / Anfang des 20. Jahrhunderts verschwunden. Die Weinteichaue steht mit dem Ökosystem des sich in Nord-Süd-Richtung erstreckenden Leipziger Auwaldes in Verbindung und ist eine wichtige Frischluft- und Kaltluftentstehungsfläche. Die Weinteichaue ist das Refugium zahlreicher bedrohter und seltener Tier- und Pflanzenarten. Durch das Radwegenetz und die Ruhebänke besitzt die Weinteichsenke auch Naherholungscharakter.

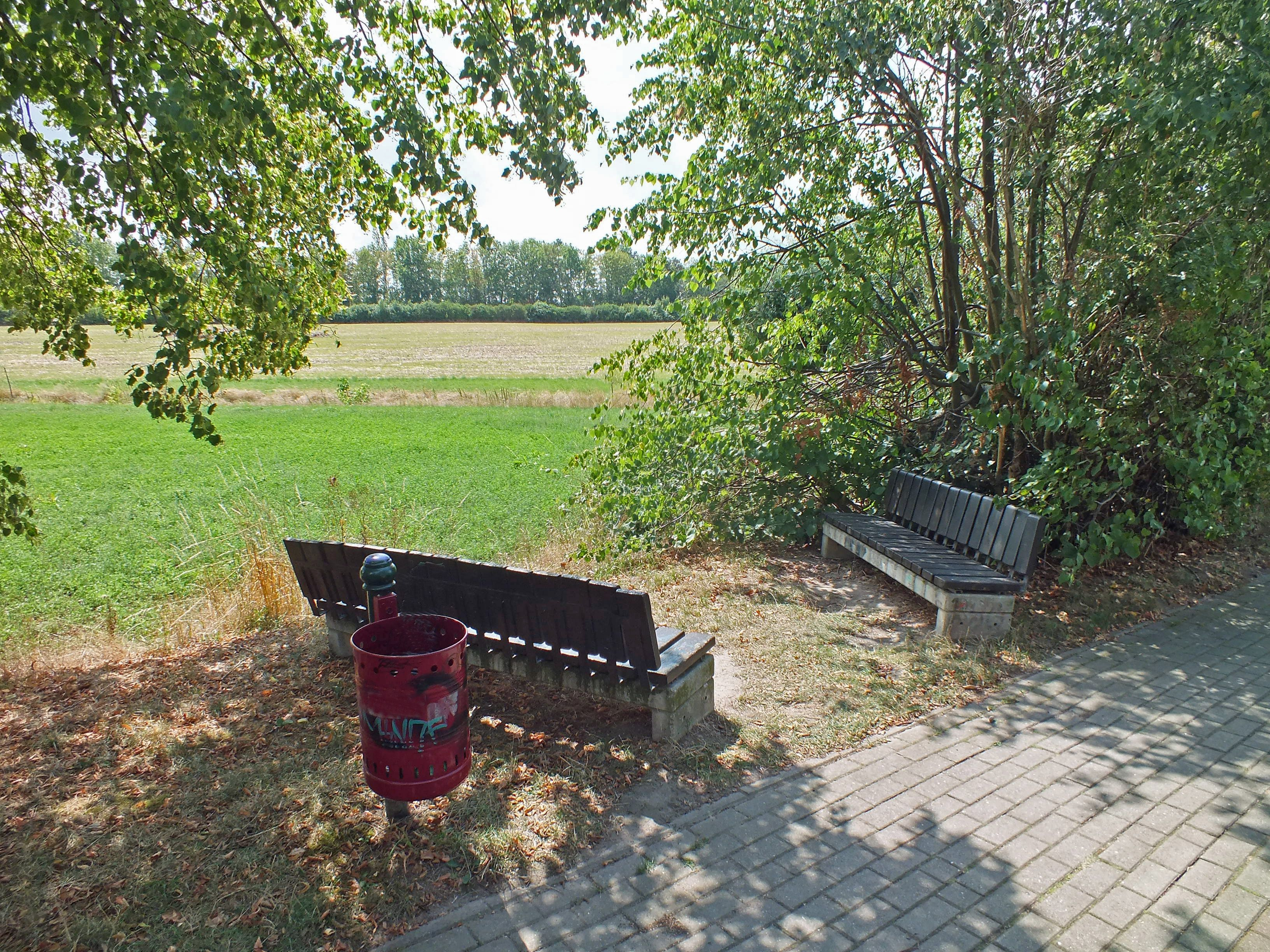
Rastplatz an einem Radweg

Bereits ab Ende der 1990er-Jahre war das Gebiet durch Straßenbau bedroht. Die Verlängerung der Staatsstraße S46 mit Anbindung an das östlich der Aue gelegene Gewerbegebiet Wachau sollte durch die Weinteichsenke führen. Die Straße wurde wegen der nahegelegenen neu erbauten Autobahn A 38 im Jahre 2013 aus dem Landesentwicklungsplan des Landes Sachsen wieder herausgenommen.
Im Januar 2017 wurde durch den Leipziger Verein Ökolöwe eine Unterschutzstellung als Landschaftsschutzgebiet beantragt. Der Antrag wurde vom Umweltamt des Landratsamtes Leipzig-Land Ende 2020 ohne Erstellung eines förmlichen Bescheides an die Initiatoren abgelehnt und in einer Stadtratsitzung unter Ausschluss der Öffentlichkeit kommuniziert. Die Stadt Markkleeberg plant eine Bebauung am südlichen Rand der Weinteichsenke und zudem eine Erweiterung des Gewerbegebietes Wachau. Da diese Ackerflächen östlich von Wachau im Einzugsgebiet der Quelle des Weinteichgrabens liegen, könnte eine Zunahme der Bebauungsdichte im Umfeld ein völliges Versiegen des Baches bewirken, ähnlich dem Schicksal der oben erwähnten Bäche.